# Zilupe
Zilupe er beliggende i Ludzas distrikt i det østlige Letland og fik byrettigheder i 1931. Byen er den østligst beliggende by med byrettigheder i Letland, og den opstod cirka år 1900, da jernbanelinien Ventspils-Rybinsk blev opført. Før Letlands selvstændighed i 1918 var byen også kendt på sit tyske navn Rosenau.